# 荒井沙織
荒井 沙織（あらい さおり、1989年3月10日 - ）は、日本のタレント。広島県出身。明治学院大学卒業。身長160cm。血液型O型。

## 略歴
大学卒業後、2012年7月にホリプロ、ホリプロアナウンス室所属。テレビ東京「釣りロマンを求めて」等に出演。 その後　フィッシングショーなどでシマノブースのMCなどもつとめる。
「荒井沙織アナウンサーへの道」という自身のYouTubeで早口言葉を毎日披露していた時期もある。2017年には写真家デビューし、以降作品展へ継続的に参加している。

## 人物
趣味はおいしいものを見つけること、旅行スポーツ観戦、映画鑑賞、ディズニーマニア、ワンピース&カチューシャコレクション。

## 出演
- 釣りロマンを求めて（テレビ東京）
- とびだせ!イマイイ旅（MBSラジオ）
- ジモネタ!ぐっと東上（J:comさいたま）- 火曜MC
- 高校野球ダイジェスト2014（テレビ埼玉）
- 臨時職員　平山あやの日光ソムリエ課(仮)（2015年1月1日 - 、とちぎテレビ） - ナレーション
- シャキット!（2016年4月4日 - 2017年3月27日、千葉テレビ） - お天気キャスター（月曜）
- おとな釣り倶楽部
- 日経モーニングプラス（BSテレ東） - 不定期出演
- ホリプレゼンツ 求人任三郎がいく! （千葉テレビ放送） - 不定期出演
- ウマテツ！~競馬と鉄道~シーズン2（BS11、KBS京都、サンテレビ、三重テレビ）-ナビゲーター
- 中央競馬全レース中継（グリーンチャンネル） - パドック進行(随時）
- 江守哲・坂本慎太郎の投資戦略アワー（2020年4月6日 - 2021年12月27日、ラジオNIKKEI） - アシスタント
- しゃべくりカブカブ!（2022年1月17日 - 、ラジオNIKKEI）- アシスタント、タイトルコール
- 最旬!トレンドサーチ（BS-TBS） - 不定期出演